# دامبوا
دامبوا (به لاتین: Damboa) یک منطقهٔ مسکونی در نیجریه است که در ایالت بورنو واقع شده‌است. دامبوا ۲۳۳٬۵۰۰ نفر جمعیت دارد.